# Bleialf

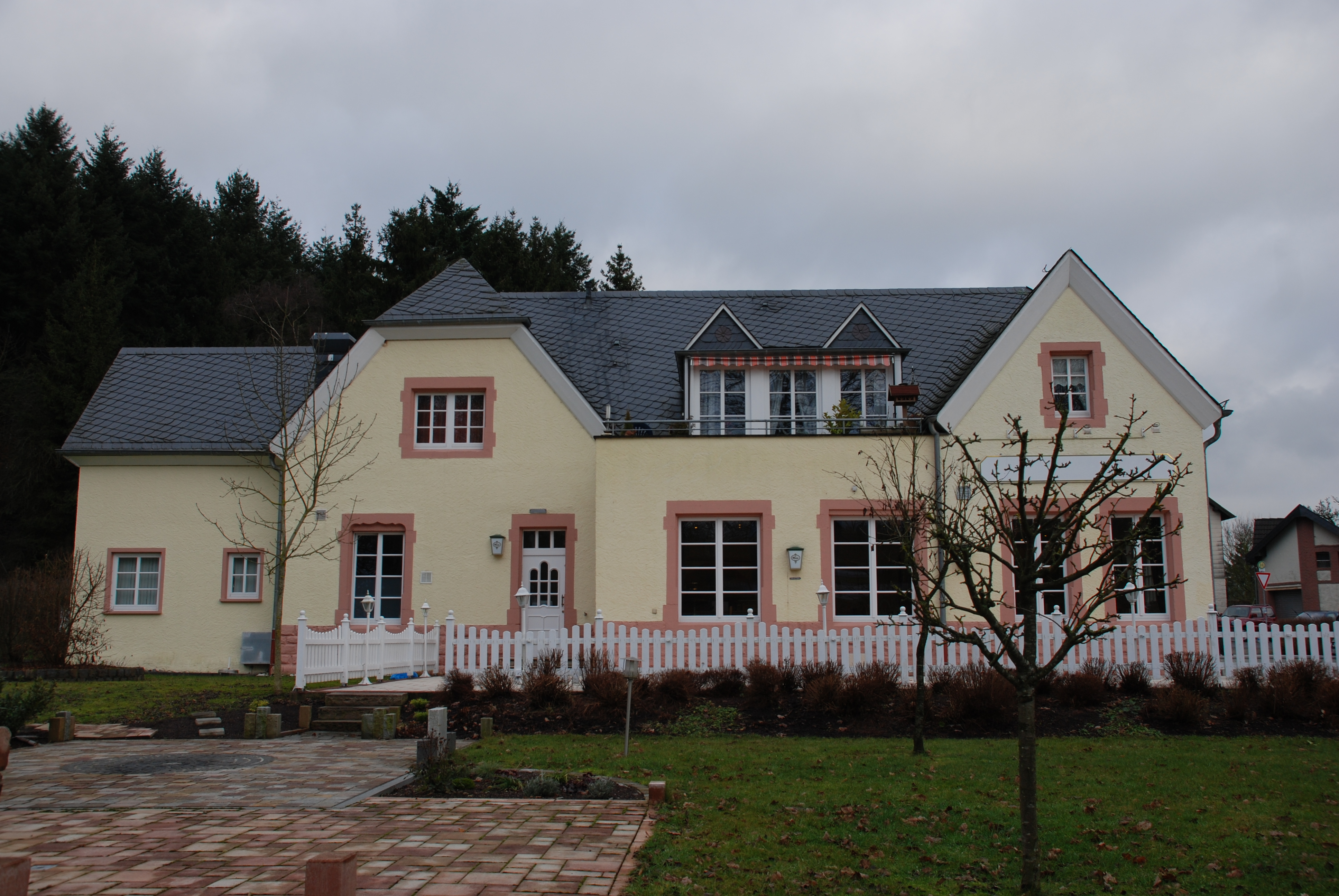
Alter Bahnhof Bleialf

Bleialf ist eine Ortsgemeinde in der Schneifel im Eifelkreis Bitburg-Prüm in Rheinland-Pfalz, unweit von Prüm. Sie gehört der Verbandsgemeinde Prüm an. Bleialf ist ein staatlich anerkannter Erholungsort und wird nach der Landesplanung als Grundzentrum eingestuft.

## Geographie
Bleialf liegt im Naturpark Nordeifel.
Durch den Ort fließt der Alfbach.
Zur Gemeinde gehören auch die Wohnplätze Bahnhof Bleialf, Jüstenschlag, Pannenbrett und Wippelsbach sowie der Großteil des Weilers Hamburg-Mühlenberg und der Weiler Richelberg.
Nachbarorte sind die Ortsgemeinden Oberlascheid im Nordosten, Buchet im Osten, Brandscheid im Südosten, Großlangenfeld und Winterscheid im Südwesten, sowie Mützenich und der bereits zur belgischen Großgemeinde Sankt Vith gehörende Gemeindeteil Schönberg im Nordwesten.

## Geologie

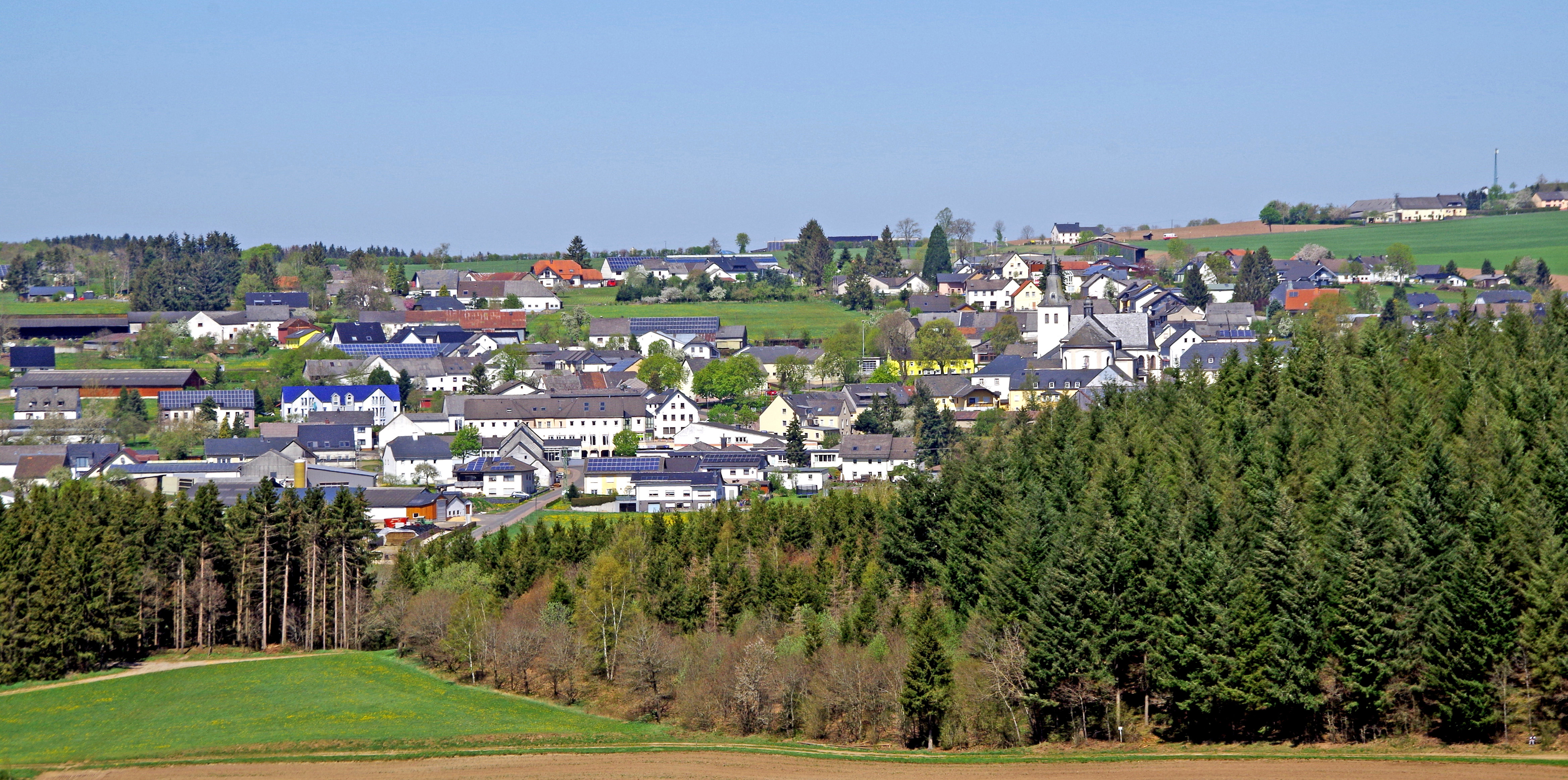
Bleialf, Ortskern von Süden

In Bleialf befindet sich der Zugang zu einer der drei Bleierz-Lagerstätten in der Eifel.

## Geschichte
Die erste urkundliche Erwähnung  erfolgte 893 im Prümer Urbar. Gegen Ende des 18. Jahrhunderts gehörte Bleialf zum kurtrierischen Amt Prüm und war Sitz einer Schultheißerei. Die Inbesitznahme des Linken Rheinufers durch französische Revolutionstruppen beendete die alte Ordnung. Der Ort wurde von 1798 bis 1814 Teil der Französischen Republik (bis 1804) und anschließend des Französischen Kaiserreichs. Bleialf wurde Sitz einer Mairie im Arrondissement Prüm des Saardépartements. Nach der Niederlage Napoleons kam Bleialf aufgrund der 1815 auf dem Wiener Kongress getroffenen Vereinbarungen zum Königreich Preußen und gehörte nun zum Kreis Prüm des Regierungsbezirks Trier, der 1822 Teil der neu gebildeten preußischen Rheinprovinz wurde. Aus der Mairie wurde die Bürgermeisterei (ab 1927 das Amt) Bleialf.
Als Folge des Ersten Weltkriegs war die gesamte Region dem französischen Abschnitt der Alliierten Rheinlandbesetzung zugeordnet.

## Kriegsverbrechen im Zweiten Weltkrieg

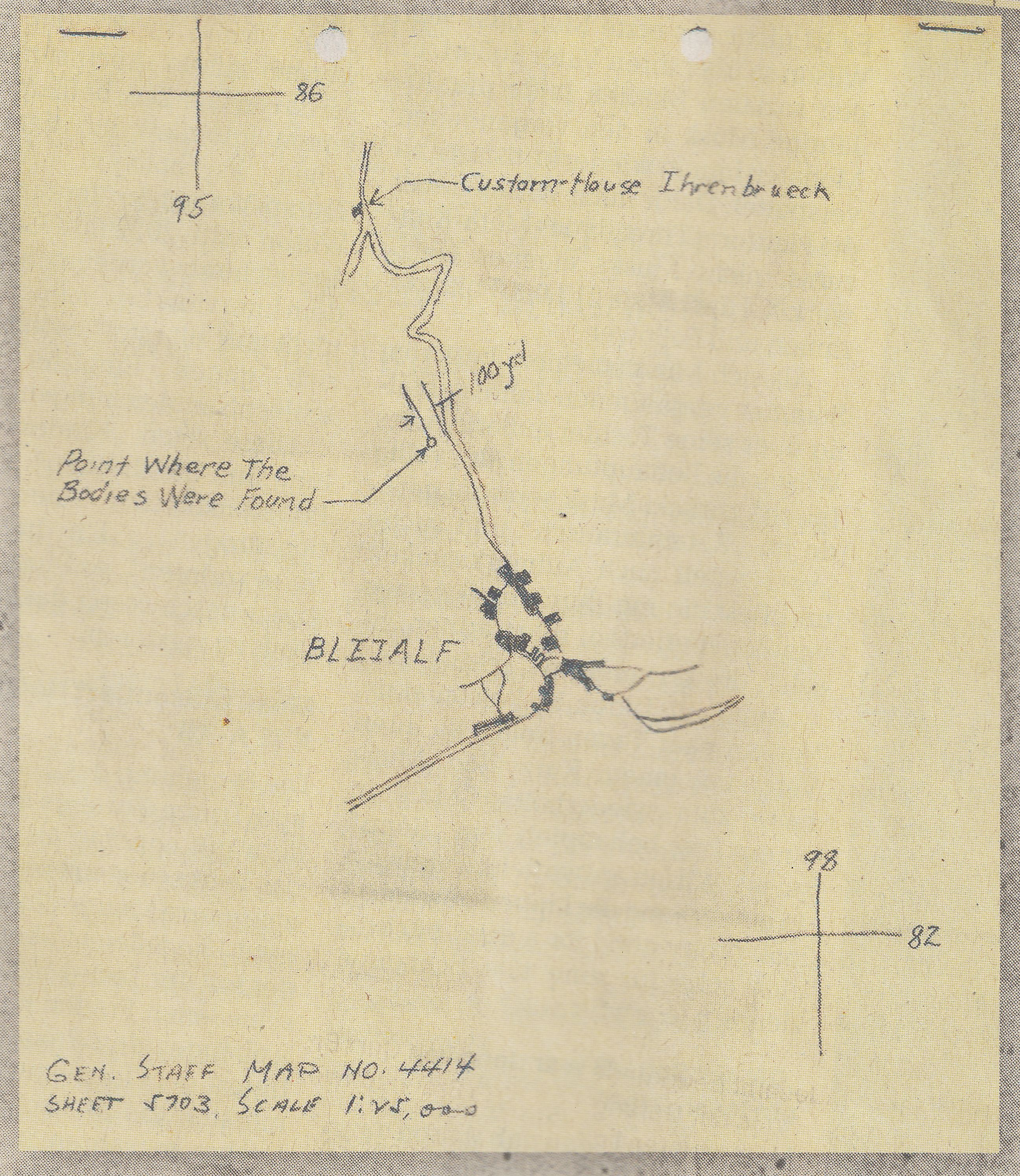
Skizze des US-Militärs nach dem Kriegsverbrechen im Dezember 1944 mit Angabe der Leichenfunde der erschossenen US-Soldaten nördlich von Bleialf

Als im Zuge der Ardennenoffensive, des im Spätherbst 1944 letzten Versuchs der deutschen Wehrmacht den von Westen gegen Deutschland vorgehenden alliierten Streitkräfte militärisch entgegenzutreten, die Front zwischen der US-Armee und den deutschen Truppen wechselte, gerieten auch der US-Staff Sergeant Kurt R. Simons und der US-Technician Fifth Grade Murray Zappler am 19. Dezember 1944 bei Bleialf in Gefangenschaft. Beide waren aus Deutschland in die USA geflohen. Jacobs war 1909 in Berlin als Kurt Jacobsohn geboren worden, studierte Jura und war als Textilkaufmann tätig. 1936 floh er in die USA, um als Jude der Verfolgung durch die in Deutschland herrschenden Nationalsozialisten zu entgehen. Der 1924 geborene Murray Zappler war ebenfalls jüdischen Glaubens und kam 1938 in die USA. Beide konnten als vor einigen Jahren in die USA eingewanderte Deutsch sprechen und waren als US-Soldaten ausgebildete Vernehmer deutscher Kriegsgefangener. Am 19. und 20. Dezember 1944 konnten deutsche Truppen die US-Stellungen überrennen, 600 bis 700 US-Soldaten gefangen nehmen und etwa 30 deutsche Soldaten „befreien“, die von den US-Truppen gefangen genommen waren. Einer dieser deutschen Soldaten denunzierte Jacobs und Zappler als „Juden aus Berlin“. Beide US-Soldaten wurden noch am Tag ihrer Gefangennahme „auf einem kleinen Hügel in der Nachbarschaft“ von Bleialf erschossen, „nicht in einem Feuergefecht, sondern als Gefangene“. Zwei Monate nach dieser Tötung wurden ihre Leichen nördlich von Bleialf von der US-Regimental Graves Registration identifiziert. Als Befehlsgeber wurde der Hauptmann Curt Bruns von einem US-Militärgericht wegen dieses Kriegsverbrechens zum Tode verurteilt und am 14. Juni 1945 in der Nähe von Braunschweig erschossen.
Nach dem Zweiten Weltkrieg wurde Bleialf innerhalb der französischen Besatzungszone Teil des damals neu gebildeten Landes Rheinland-Pfalz.

## Statistik zur Bevölkerungsentwicklung
Die Entwicklung der Einwohnerzahl von Bleialf, die Werte von 1871 bis 1987 beruhen auf Volkszählungen:
| Jahr | Einwohner |
| ---- | --------- |
| 1815 | 365       |
| 1835 | 408       |
| 1871 | 959       |
| 1905 | 687       |
| 1939 | 835       |
| 1950 | 868       |
| 1961 | 841       |

| Jahr | Einwohner |
| ---- | --------- |
| 1970 | 850       |
| 1987 | 977       |
| 1997 | 1.160     |
| 2005 | 1.186     |
| 2011 | 1.196     |
| 2017 | 1.217     |
| 2023 | 1.285     |

## Politik

### Bürgermeister
Richard Heinz (FWG) wurde am 12. August 2019 Ortsbürgermeister von Bleialf. Bei der Direktwahl am 26. Mai 2019 war er mit einem Stimmenanteil von 58,43 % für fünf Jahre gewählt worden. Bei der Direktwahl am 9. Juni 2024 wurde Heinz ohne Gegenkandidaten mit 63,0 % der Stimmen in seinem Amt bestätigt.
Die Vorgängerin von Heinz, Edith Baur (CDU), hatte das Amt von 2004 bis 2019 ausgeübt.

## Gebäude, Tourismus und Verkehr
- Katholische Kirche Sankt-Mariä-Himmelfahrt
- Bleibergwerk Mühlenberger Stollen (Besucherbergwerk)[11]
- Fahrradweg in umliegende Eifelorte und bis Belgien (ehemalige Eisenbahnstrecke) mit Durchfahrt des Bleialfer Tunnels
- Bahnhof Bleialf: seit 1966 ohne Personenverkehr, 1987 Güterverkehr eingestellt, Gleise heute abgebaut
- Sender Bleialf
- Anschlussstelle Bleialf zur A 60
- Jährliches Oldtimertreffen am letzten Sonntag im August. Veranstalter ist der Motorsportclub „Schneifel“ Bleialf e. V.

Siehe auch: Liste der Kulturdenkmäler in Bleialf

## Persönlichkeiten
- August Biebricher (1878–1932), deutscher Architekt